# Rolf Adolfsson
Rolf Adolfsson, född 13 september 1948 i Stockholm, är en svensk sångtextförfattare och kompositör. Han har varit medlem i den svenska popgruppen The Mascots och teatergruppen Fria Proteatern.

## Filmmusik
- 1966 – Trettio pinnar muck
- 1968 – Het snö

### Filmografi roller
- 1966 – Trettio pinnar muck
- 1976 – Långt borta och nära
- 1987 – Jim och piraterna Blom

## Teater

### Roller
| År   | Roll           | Produktion                          | Regi             | Teater   |
| 1974 | Lars Bläckhorn | Den jäktade Ludvig Holberg          | Henning Moritzen | Dramaten |
| 1975 | Medverkande    | Staden spelar upp! Carl Zetterström | Lars Amble       | Dramaten |
| 1979 | Oscar          | Kollontaj Agneta Pleijel            | Alf Sjöberg      | Dramaten |